# Pogrom de Jedwabne
Le pogrom de Jedwabne est le massacre des habitants juifs de cette localité polonaise et de ses environs en juillet 1941, au cours de la Seconde Guerre mondiale.
Ce pogrom a longtemps été attribué aux Einsatzgruppen (les escadrons de la mort du Troisième Reich), mais des historiens tels que Jan Tomasz Gross ont démontré la responsabilité de civils polonais catholiques.

## Déroulement

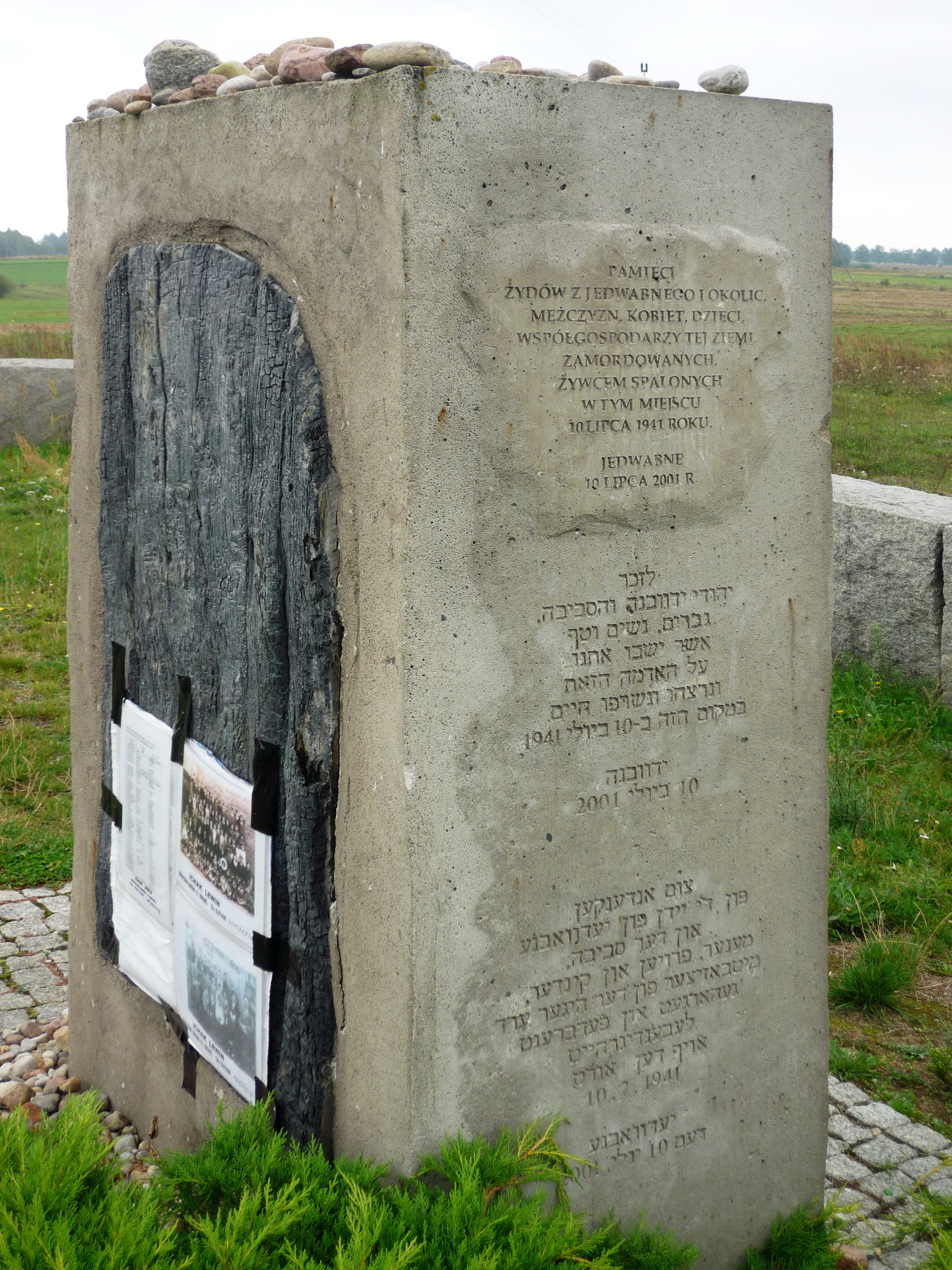
Monument à Jedwabne

Lors de l'invasion allemande en Union soviétique en juin 1941, les troupes allemandes envahissent l'est de la Pologne. Dans ces territoires, les nazis diffusent leur propagande antisémite accusant les Juifs polonais d'avoir participé aux crimes commis par les Soviétiques en Pologne. Il est vrai qu'une minorité active et visible, issue essentiellement du prolétariat juif, a dans un premier temps accueilli l'Armée rouge, en septembre 1939, avec des manifestations d'enthousiasme. 
Après l'invasion de juin 1941, les nazis déploient en Pologne orientale l'un des Einsatzgruppen créés par Heinrich Himmler et Reinhard Heydrich pour traquer et éliminer les opposants et les Juifs. Celui-ci assassine notamment plusieurs dizaines de Juifs dans la petite ville de Wizna, près de Jedwabne, au nord-est de la Pologne.
Un certain nombre de personnes ayant soutenu l'Union des républiques socialistes soviétiques avant le début de l'opération Barbarossa sont assassinées par des habitants de la région de Jedwabne dans les premiers jours de l’invasion allemande. Trois jours avant les évènements de Jedwabne, un pogrom se déroule à Radziłów, village voisin de 18 kilomètres : le 7 juillet 1941, les habitants du village, encouragés par les escadrons SS, rassemblent les Juifs du shtetl dans une grange, y mettent le feu (environ 500 Juifs périssent dans le brasier de Radziłów) et massacrent les fuyards par dizaines.
Dans la matinée du 10 juillet 1941, des habitants de Jedwabne et des alentours raflent les Juifs de la ville ainsi que ceux qui y ont trouvé refuge en provenance de localités voisines comme Wizna et Kolno, soit entre 800 et 900 personnes.
Les Juifs sont rassemblés sur une place au centre de la ville, où ils sont agressés et battus. Un groupe de quarante à cinquante victimes sont forcés de détruire une statue de Lénine avant d’en porter les morceaux à travers la ville en chantant des chants soviétiques. Le rabbin est obligé de conduire ce défilé jusqu’à une grange dans laquelle le groupe est brûlé vif. Les victimes sont ensuite enterrées dans une fosse commune, avec les fragments de la statue. Les habitants accaparent les biens juifs.

## Procès après-guerre
En 1949 et 1950, un certain nombre de citoyens de Jedwabne sont accusés de collaboration avec les nazis et traduits en justice. L’un des accusés est condamné à mort puis voit sa peine commuée en peine de prison ; neuf autres sont condamnés à des peines de prison et douze acquittés. 
Ces condamnations ne sont pas remises en cause après la chute du régime communiste polonais en 1989.

## Enquête et polémiques

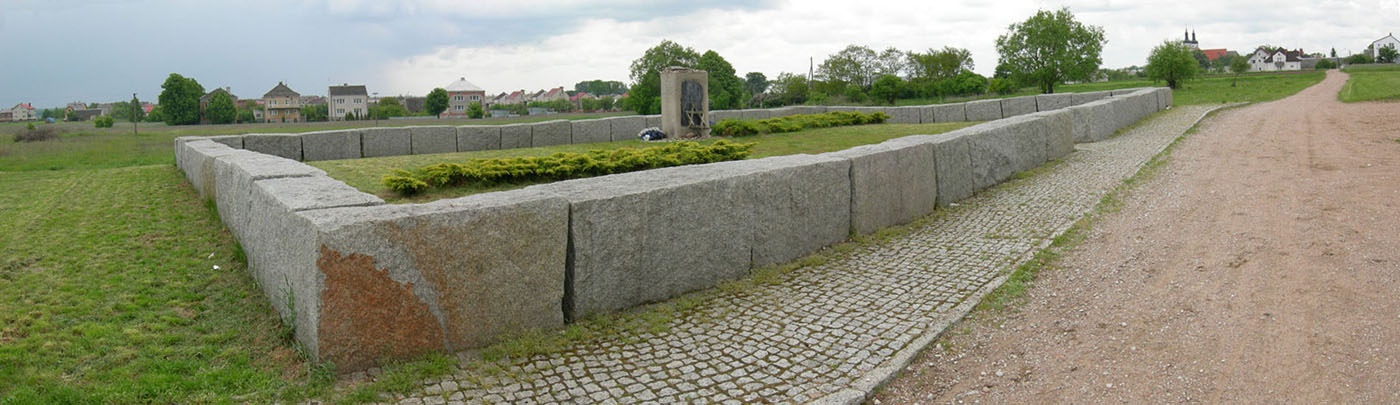
Panorama du mémorial de Jedwabne.

Jusque dans les années 1997-2000, le massacre de Jedwabne a été attribué aux Einsatzgruppen. Les documentaires d'Agnieszka Arnold, Où est mon frère aîné, Caïn ? et Les Voisins, ouvrage de l'historien Jan Tomasz Gross, établissent qu'il s'agit d'un pogrom.
Gross estime que les Juifs de Jedwabne ont été encerclés, frappés ou brûlés par leurs voisins polonais, sans intervention directe des Einsatzgruppen ou d'autres troupes allemandes. Il estime à 1 600 le nombre de victimes. Le livre de Gross suscite une énorme controverse en Pologne, de nombreuses personnes, dont des historiens, mettant en cause ses conclusions. Tomasz Strzembosz (en), professeur d'histoire à l'université catholique de Lublin et à l'Institut de sciences politiques de l'académie polonaise des sciences, soutient que si des Polonais ont pu participer au massacre, celui-ci a été dirigé par des troupes allemandes.
L'Institut polonais de la mémoire nationale, dans un rapport paru en 2001, reprend une partie des éléments exposés par Gross mais estime que le nombre des victimes est nettement inférieur à 1 600 et le situe entre 300 et 400 morts. L'Institut affirme que huit membres de l’Ordnungspolizei étaient présents lors du massacre, ce qui laisse ouverte la question de l'implication allemande. Des témoins affirment qu'ils ont vu des soldats de la Wehrmacht à Jedwabne le jour du massacre, alors que d'autres affirment le contraire. L'Institut estime que le crime doit être imputé aux Allemands, avec la participation d'au moins quinze Polonais.
En 2001, le président de la république de Pologne, Aleksander Kwaśniewski, présente les excuses de la Pologne aux Juifs pour ce crime, excuses réitérées en 2011 par le président Bronisław Komorowski. Puis, avec l'arrivée au pouvoir du parti Droit et justice (PIS) en 2015, la polémique reprend et le président Andrzej Duda critique publiquement les excuses formulées par son prédécesseur,.